# Сахарски орикс
Сахарски орикс или сабљороги орикс (лат. Oryx dammah, рус. Сахарский орикс, енгл. Scimitar-horned oryx) је врста сисара из реда папкара (Artiodactyla) и породице шупљорожаца (Bovidae). 

## Угроженост
Ова врста је скоро изумрла, и нису познати слободни живи примерци.

## Станиште
Сахарски орикс има станиште на копну.